# Mueller (fiume)
Il fiume Mueller è un fiume perenne senza idrografico principale definita, che si trova nella Contea di East Gippsland dello Stato australiano di Victoria.
Il fiume Mueller sorge sotto il Monte Drummer nel Parco Nazionale Alfred a 273 metri d'altezza tra Cann River e Genoa e scorre verso sud attraverso il Parco Nazionale Croajingolong prima di raggiungere il Mar di Tasmania nel Pacifico meridionale, a est di Point Hicks. Il fiume è stato chiamato così in onore del botanico ed esploratore Ferdinand von Müller.